# 東のエデン
『東のエデン』（ひがしのエデン、英語: Eden of The East）は、2009年4月より6月までフジテレビ『ノイタミナ』枠で放送されたテレビアニメ。テレビ放送後に総集編と、新作2部作の劇場版が制作された。ノイタミナ初、神山健治初のオリジナルストーリーアニメ、ノイタミナ初の映画化作品である。

## 作品概要
原作・全話脚本・監督は神山健治、キャラクター原案は羽海野チカ、アニメーション制作はProduction I.G。ノイタミナ初のオリジナルストーリーアニメである。テレビ版最高視聴率は5.7パーセント。ノイタミナ初のBlu-ray化となる。
記憶喪失の青年と謎の携帯電話を巡るサスペンス・アクション作品。世界観は同監督による『攻殻機動隊S.A.C.』シリーズの前時代に当たるとされており、諸々の繋がりがある。テレビ放送終了後、その後のストーリーを描く劇場版2部作が公開された。
第14回アニメーション神戸賞作品賞・テレビ部門受賞、東京アニメアワード2010優秀賞テレビ部門受賞作品。2009年（平成21年）度第13回文化庁メディア芸術祭アニメーション部門審査委員会推薦作品アニメーション部門/長編（劇場公開・テレビアニメ・OVA）に選ばれた。
キャッチコピーは「この国の”空気”に戦いを挑んだひとりの男の子と、彼を見守った女の子のたった11日間の物語」。

## 制作

### 企画
2007年末、『攻殻機動隊S.A.C.』を見たノイタミナのプロデューサーが神山健治に、「月9のドラマ枠を見る人が観られるようなアニメ」というコンセプトであるノイタミナで放映できる『攻殻機動隊 S.A.C.』を作ってほしいと依頼。当時ノイタミナの視聴者の6、7割が女性で、ミリタリー要素のある作品は避けられるというデータがあったため、物語を形成する最小単位を「主人公たちが謎を解決するために奔走する」に絞った。また月9を見るような女性はパソコンより携帯電話でアクセスすることが多いので、携帯電話が主要アイテムとなった。

## あらすじ
大学卒業旅行でホワイトハウスを訪れた森美 咲は、警備員とトラブルになっていたところを全裸の日本人青年に救われる。彼は手にしていた携帯電話からコンシェルジュのジュイスの指示で偽造パスポートを入手し、滝沢 朗と名乗って、咲と日本に帰国する。咲は誕生日が一日違いの滝沢を「私の王子様」かもしれないと心惹かれるようになる。
滝沢が持っていた携帯電話は82億円の電子マネーが入った「ノブレス携帯」だった。咲と共に日本に帰国した滝沢は直ちに自分が何者かを探り始める。滝沢から携帯を奪った刑事の近藤 勇誠が何者かに刺されるが、滝沢に同じ携帯を持つ「セレソン」があと10人いると明かして息絶える。滝沢は携帯を頼りに脳外科医の火浦 元を訪ねる。火浦はMr.OUTSIDEと名乗る人物によって、日本を救うことを課せられ携帯を持たされたことを説明したあと、「サポーター」によって生死不明になる。
咲は大学のサークル「東のエデン」に滝沢を紹介する。だが滝沢は猟奇殺人鬼でセレソンの白鳥・D・黒羽と対決することになる。滝沢はサークルメンバーの紹介で、京都に住むひきこもりの板津 豊を訪ね、ノブレス携帯の解析を依頼。板津により、滝沢の過去や日本の主要政令都市に10発の巡航ミサイルが着弾した「迂闊な月曜日事件」、日本国内から約2万人に及ぶニートが姿を消した「二万人ニート失踪事件」の関わりが明らかになるが、セレソンの物部 大樹が滝沢に接触。物部は日本を再び戦後からやり直す計画のため、「迂闊な月曜日事件」のように再び日本の主要政令都市に対して巡航ミサイル攻撃を行うことを打ち明け、滝沢に協力を求める。そんな頃、豊洲にコンテナ船で帰国したニートたちが押し寄せる。滝沢は物部からの協力要請を断ると、ミサイル迎撃のアイデアをニートたちに募集し、ミサイル攻撃危機の回避に挑む。

## 登場人物

### 主要人物
滝沢 朗（たきざわ あきら） / 飯沼 朗（いいぬま あきら）/ No.9
声 - 木村良平
1月7日生まれ。身長172cm。記憶喪失の青年。本作の主人公。物部とはコインの表裏の関係にある。明るく前向きな性格で、どこか憎めないところがあり、言葉が通じない外国人や板津のようなひきこもりのニートさえも簡単に味方にしてしまう魅力を持つ。全裸にあまり抵抗がないようで、ジョニーを見られても平然としていた。
ニューヨークで産まれ、5歳まで母と共に過ごしたが、その後、日本に移住した際に、デパートのアイス売り場に置き去りにされる形で飯沼誠次郎に預けられ、中学卒業まで飯沼に育てられていた。その後、飯沼の下を飛び出した滝沢は、住み込みの奨学生として「お金をもらう練習」のために、新聞配達のアルバイトを始める。滝沢は世田谷区の新聞配達店で働いていたらしく、勤続年数や勤務態度を評価され、販売店の代表として表彰されるほどだった。滝沢は新聞配達員だったころに、新聞を買い求めた亜東才蔵と初めて出会う。この頃、すでに100億円の遣い方を聞いて回っていた亜東は、今時苦学生でもないのに、好き好んで新聞配達のアルバイトをしている滝沢に興味を持つとともに、「お金のもらい方」に興味を持つ滝沢の、その先の答えを知りたいと考え、後に彼をセレソンに任命した。
のちに「迂闊な月曜日事件」「二万人ニート失踪事件」に関わったあと訪米。ワシントンD.C.で全裸になって逮捕されることによって、セレソン（→#用語）やノブレス携帯（→#用語）、Mr.OUTSIDE（→#ゲーム関係者）のことを白日のもとに晒そうとした。滝沢はこの際、拷問対策として自らの記憶を消している。
その後、ホワイトハウスの前に全裸で銃とノブレス携帯を持った姿で突如現れ、大学の卒業記念旅行でワシントンD.C.を訪れていた森美咲と運命的に出会う。それ以前の記憶を消したため、本名・年齢を思い出せず、彼は同い年を共通項に咲と親しくなれるかもしれないと考え、用意された複数のパスポートにあった名前から「滝沢朗」を選択し、以後の彼は滝沢朗を自称することになる。パスポートに記載されている誕生日は昭和64年1月7日で咲とは1日違い。 ワシントンD.C.で咲と出会ったのをきっかけに、共に日本に帰国し、パスポートに記載された住所から豊洲のショッピングモールに辿り着き、以後はそこを根城とする。
ワシントンD.C.のアジトに様々な武器、複数のパスポート、『二万人ニート失踪事件』に関わる写真等があったため、自分はテロリストで、全員を虐殺したのかもしれないという疑惑を抱くようになる。自身の失われた記憶を取り戻すべく、手掛かりとしてノブレス携帯を使用し、ジュイス（→#ゲーム関係者）やセレソン達と関っていく。 セレソンとしての記憶はまったく失っているものの、映画の内容や題名、機械操作やバイクの運転に関する記憶、そして母親との離別に関する断片的な記憶は残っていた。回想シーンでは新聞配達をしていた頃の記憶を思い出している。
記憶を消す際に自分のノブレス携帯の履歴を全て消去してしまっているため、それ以前の履歴が見られない。リタイア直前の近藤（セレソンNo.4）から渡された彼のノブレス携帯の履歴を解析するため、咲たちと共に天才プログラマー板津豊を訪ね、彼にノブレス携帯の解析を依頼する。ノブレス携帯使用履歴によると、滝沢は20億近くの電子マネーを使用しており、内容は、弁当2万食デリバリーを2週間分、豊洲のショッピングモール購入、海上コンテナ500個の購入、外務省職員の接待費などであり、「二万人ニート失踪事件」の真実は、滝沢が豊洲にニートを集めて、ミサイルで虐殺したのではなく、彼らニートを守るためにドバイへ避難させていたことが明らかになる。その後、自身が助けた人間と協力した人間に裏切られたことに失望し、自ら記憶を消したことを、物部（セレソンNo.1）から知らされる。
60発のミサイルが発射されるその時、ニート達を集めてミサイルの迎撃方法を発案させ抽出し、ジュイスに迎撃を依頼。海上自衛隊の護衛艦から、日本の主要政令都市に向けて発射された60発のトマホークを全て、航空自衛隊のF-15Jとパトリオットに迎撃させてミサイル攻撃を阻止させた。その後、「この国には頭のいい連中がいっぱいいんのに、アイディアを実現させるための損な役回りやる奴がいない」ことに問題を感じた滝沢は「日本は王様がいないと統治できない国である」と考え、ジュイスに「播磨脳科学研究所の洗脳プログラムダウンロード」と「この国の王様になる」ことを依頼し、咲にノブレス携帯を渡した。その後、ノブレス携帯に「咲と旅した場所にいる」とメッセージを残し、姿を消す。一連のミサイル事件を引き起こしたテロリストとしての嫌疑を掛けられる一方で、指鉄砲を構えてミサイルを迎撃する滝沢の画像が話題となり 、これをセレソンNo.2の辻仁太郎の思惑に利用されて" 撃墜王 " を意味する " AiR KING " の称号が付けられ、「ニート達の王」「革命のシンボル」として、ニートのみならず、世間一般に広く認知されるようになる。
それから半年後、ずっと滝沢を探し求めていた咲とニューヨークで再会するも、滝沢は半年前の記憶を無くしており、この半年間をジュイスの用意した人格である飯沼 朗として生活していた。それはジュイスが王様を総理大臣と解釈し、滝沢を飯沼総理の私生児に仕立て上げ、二世議員としてデビューさせる、というシナリオに基づくものだった。咲や黒羽（セレソンNo.11）との再会をきっかけに徐々に記憶を取り戻し、再びセレソンゲームに関わることになる。帰国後、物部に狙われた自分のジュイスと、物部のジュイスを相次いで強奪し、保護に成功した滝沢は、その足で飯沼婦人を訪れ、総理の私生児を名乗った非礼を詫び、テロリストという誤解を解こうと弁明するが、自分と夫人が持っている情報の差から話が噛み合わず困惑する。
そのさなかに飯沼邸を訪れた物部は、自らの完敗を認め、その上で滝沢にゲームを辞退してくれないかと交渉する。物部から、彼が官僚になる前から真剣に日本を憂いていたこと、60発のミサイル攻撃の真意、物部の目指す理想の国家像を聞き、彼に共感したものの、国民に消費されることを嫌い、自らは表舞台に立とうとしない物部のやり方に国民への愛がないと感じた滝沢は、物部からの申し出を断る。そして覚悟を決めた滝沢は、国民全員に一斉に電話を繋ぎ、自分こそが一連のテロ事件を起こした単独犯であると名乗り、「半年前の2万人を超える数の若者を連れて〈楽園〉に消える」という新たなテロを予告した滝沢は、「それはつまり、この国が将来の貴重な労働力を一気に失ってしまうということです」と語り、「上がりを決め込んでいるオッサンたちは、今すぐ必死で貯め込んできたモノを捨て、彼らと一緒に新たな楽園に旅立つ決意をしてください。これが、俺からの要求です。受け入れられなかった場合には、じきに既存の価値観は失われ、あなた方の思い描いた楽園も喪失する」「今までのミサイルは、この日のための演習に過ぎません。俺の要求を無視すれば、もっと恐ろしい事態がこの国を襲うでしょう」と、国民に警告する。
ゲームが決した後は、以前の経験からMr.OUTSIDEからの「プレゼント」は受け取らず、記憶の抹消を免れることができた。咲といつかまた再会する約束を交わし、「やり残したこと」を片付けるために再び姿を消した。その半年後、滝沢は表参道で、次回のセレソンゲームに向けてセレソンの選抜を行っていた Mr.OUTSIDE こと亜東才蔵の運転するタクシーに乗り込み、くたびれたスリッパで亜東の禿げ頭を殴った後に、「ああ、スッキリした。これで今までのことは帳消し。でさ、俺あんたにいろいろ頼みたいことがあるからさ、とりあえずそこ、右に行ってくんない」と語り、亜東にタクシーを右へ向かわせている。
本作のキャラクターデザインは、キャラクター原案を務めた羽海野チカの代表作『ハチミツとクローバー』の登場人物から『東のエデン』のキャラクターに近い人物を選んで、方向性の意思統一をしており、滝沢のモデルは森田忍である。
森美 咲（もりみ さき）
声 - 早見沙織
昭和64年1月6日生まれ。22歳 。身長162cm。卒業間近の大学4年生。本作のヒロイン。控えめな性格の女の子だが、時折思い切った行動をとる。両親を事故で亡くし、パン屋を営む姉夫婦と同居している。POP作成に才能があり、バイト先の書店で彼女がPOPを書いた本は多数売れたという逸話がある。
両親の死後は姉の朝子に面倒をみてもらい、大学に進学した。義兄の良介に対して、朝子との結婚前から密かに片思いをしていたせいで、罪悪感と自己嫌悪に苛まれていた。良介のコネで就職が内定。
サークル《東のエデン》（→#用語）の仲間達とアメリカ東海岸に卒業旅行に行くが、単独で訪れたワシントンD.C.でトラブル を引き起こす。そこに偶然現れた滝沢の機転で難を逃れ、一緒に日本に帰国した。滝沢に対し「私の王子様」ではないかと当初から好意を寄せており、行動を共にすることで次第に想いを深めていく。
ワシントンD.C.でのトラブルとミサイル事件による航空ダイヤの乱れが重なったせいで内定者面談を欠席してしまい、後日面談に行った際に食堂で牛丼をぶっかけられるという嫌がらせをされた上に内定を取り消され、身の置き所をなくしてしまう。それを受けて滝沢が持ちかけた《東のエデン》起業に賛同し、平澤たちに引き合わせた。
「ジョニー狩り事件」騒動の際に、通話中の携帯電話で滝沢と黒羽の会話を聞いてしまい、滝沢が犯罪者なのではないかと疑念を抱く。しかし、滝沢と物部の会話から滝沢が記憶を消した真相が暴露された時、自身が滝沢を失望させた人間の一人だと悟る。だが、彼の孤独な戦いに理解を示し、彼を理解する唯一の人間となっていく。
60発のミサイルが放たれた時は滝沢を見守り、彼からノブレス携帯を託された。その後大学を卒業し、《東のエデン株式会社》のデザイナーとなる。休みが取れた際には滝沢と旅した場所を巡り、彼を捜す。
そしてニューヨークで半年振りに滝沢と再会する。帰国後、滝沢から彼の母親らしき女性を捜して欲しいと頼まれ、大杉と共に岩下あやを捜し当てた。母親であることを否定されるものの、彼女との会話の内容から滝沢の母親であると確信する。更に大杉が見つけた写真から、滝沢の父親が誰なのかも悟る。しかし、これらのことを滝沢に伝えれば、彼はもう自分のところには戻ってこないのではないかという不安に掻き立てられ、思わずためらってしまう。

### 他の《東のエデン》メンバー
大杉 智（おおすぎ さとし）
声 - 江口拓也
平成元年1月9日生まれ。22歳。大学4年生。身長190cm。赤いほっぺたが特徴。高校時代から咲に片想いしている。大学やサークルも咲と同じにし、一緒に卒業旅行に行ったが、未だ恋人にはなれていない。恋愛に関しては仲間内にも相談できず、密かに恋愛相談サイトを利用していた。
内定者面談の後に咲を食事に誘う約束を取り付けていたが、滝沢のバイクに乗って走り去る咲を目撃してしまい、自暴自棄となり春日と一緒に暴飲暴食をした後、行方をくらませた。このため、「ジョニー狩り」に誘拐されネットで助けを求めていると、サークルの仲間達から思われていた。だが、誘拐されていたのは大杉とは別人の強姦魔であり、大杉本人は会社の飲み会に連行されていたらしい。
咲と滝沢の交流を快く思っておらず独自に滝沢を調べていたが、その過程で滝沢が犯罪者であるとの疑いを強めた。咲あてにメールを送り続け、滝沢は危険だと再三警告する。
豊洲のショッピングモールが二万人のニートに占拠された際には、重要なデータが入ったノートパソコンを平澤から託されたり、ニート達から咲を守ったりするなど奮戦。滝沢から「ガッツあるな」と評価された。その後は滝沢への敵意は無くなった。
大学卒業後は大手スポーツメーカー「カミカゼスポーツ」に就職。カミカゼスポーツの営業マンとして働きながら、滝沢を捜す《東のエデン》メンバーをサポートする。付け狙う公安から咲を逃がすために足止めをし、元バスケ部の俊足で自身も逃げ切った。
平澤 一臣（ひらさわ かずおみ）
声 - 川原元幸
昭和64年1月生まれ。22歳。大学4年生。身長168cm。《東のエデン》の参謀。論理で徹底武装している知性派。創設メンバーの筆頭でありながらリーダーとしての才覚に欠けており、咲がリーダーを務めることでフォローしていた。咲、みっちょん、板津など、他のメンバーに比べて特別な才能が無いことにコンプレックスを抱いているらしく、その分経営や法律を学び、彼女らをバックアップできる存在になろうとしている。社会人で年上の恋人がいて、彼女よりもしっかりしなければと思いながら、しっかり出来ないことにも悩んでいる。板津とはセミナーで知り合い、会えば罵り合う間柄ではあるが仲が良い。
《東のエデン》を足掛かりに起業しようと目論むも、エデンサイトを悪用されたことをきっかけに起きた事件がもとで挫折した。滝沢に対しては露骨な反感を抱くが、人となりを知って《東のエデン》起業に同意する。しかし、滝沢の素性については詐欺師ではないかと疑い登記簿を調べたりしていた。
メンバーとの卒業旅行には参加しておらず、内定を6個も取っていたが大学を計画留年した。その後大学に籍を置いたまま、《東のエデン株式会社》を設立、代表取締役となる。《東のエデン》メンバーや板津と共に、滝沢の活動をサポートしつつ彼に掛けられた嫌疑を払拭しようと努めた。
モデルは、Production I.Gのプロデューサーであった平澤直。キャラクターデザインのモデルは、加瀬亮。
葛原 みくる（かつはら みくる）
声 - 齋藤彩夏
通称「みっちょん」。滝沢からは「みったん」と呼ばれる。21歳。大学3年生だが、幼女体型で見た目は小学生。平澤のいとこ。携帯サイト《東のエデン》におけるプログラミングをこなした、すご腕プログラマー。気心の知れたサークルのメンバーに対しては毒舌家であるが、幼い頃から平澤としか遊んでこなかったため、極端に人見知りが激しい。しかし滝沢とはすぐに打ち解けたようで、「タッくん」と呼ぶようになる。咲には朝帰りのアリバイ作りや家出先に利用される。テレビシリーズでは板津のことを「嫌い」だと言っているが、実際は「小学3年の恋?」のような関係らしい。
大学在籍のまま《東のエデン》の起業に参加、システム担当となる。
モデルは、Production I.Gの社員。
おネエ
声 - 斉藤貴美子
年齢（公称32歳）、性別、そして本名すら定かではない。様々な学部で目撃されるが、そもそも学生かどうかも不明。熱くなりやすい平澤をなだめかす女房役。エデンの母親的存在。
劇場版では、大型トレーラーを運転して物部のジュイスを強奪した。総集編では野太い声でツッコミを行い、劇場版の小説ではスペイン語を話せるらしく、ドラマCDではフリマに出品する子供服を懐かしがっていた。過去は謎に満ちている。
大学在籍のまま《東のエデン》の起業に参加、法務担当となる。
春日 晴男（かすが はるお）
声 - 田谷隼
21歳。大学2年生。《東のエデン》で最も年下のメンバー。嬉々として平澤の指示を受け、情報収集、状況報告、私的な分析に能力を発揮する。状況報告に熱くなると見境がつかなくなり、時には空気を読まない発言や余計な一言で平澤らから叱責を受けるが、窮地に立たされた時には危機を打開する策を進言することもある。
大学在籍のまま《東のエデン》の起業に参加、取り締まられ役に就任し、人一倍真面目に働くが、社会人としての自覚がない《東のエデン》の新人スタッフからは「春日くん」呼ばわりされるなど軽く見られ、「平澤さんの後輩だからって幹部扱いされている」と陰口を叩かれて苦悩している。
モデルは、Production I.Gの社員だった春日康徳。

### 他のセレソン
物部 大樹（もののべ だいじゅ） / No.1
声 - 宮内敦士
30代前半。身長185cm。ATO商会の執行役員。ATO播磨脳科学研究所の責任者でもある。本作の裏の主人公で、滝沢とはコインの表裏の関係にある。キレ者感の漂う知的な顔立ち に、赤いカレッジリングをして赤い車 に乗っている「謎の男」として、第1話より登場しており、滝沢を監視していた。板津いわくオールバックメガネ。大学時代には漕艇部 で体をきたえており、30代になっても筋肉質な肉体を維持している。
かつては将来を嘱望視されていた財務官僚であり、官僚になる前から真剣に日本を憂い、救おうと考え、官僚として政治家たちに日本が抱える多くの問題を追及して、法律を提案したが、自らの保身しか頭にない政治家たちによる永田町の醜態に失望した物部は真っ当な方法では日本を救うことは出来ないとの結論に達していた。
第一次飯沼内閣で財務省の法務担当課長に30代の若さで抜擢された物部は、かねてより考えていた税制法案「相続税100%法案」を提出している。担当次官と連携しながら、局内の調整・与野党の国会担当者たちへの概要の説明・会食を重ねながらの慎重な根回しをおこない、相続税制改正の大綱をまとめて、閣議に法案を提出するまで持ち込んだが、首相である飯沼誠次郎から「待った」をかけられて閣議決定に至らなかった。その後、物部は相続税100%法案を考えた張本人として、事務次官ではないにも関わらず、飯沼の別邸まで呼ばれた。飯沼は物部の憂国の情を理解していたが、「今はまだ早い―国民にそれと知られないように財産を召し上げる―それは最終手段として取っておくべきだ」と語り、法案に反対した。譲らなかった物部は、何度も飯沼邸を訪れて、手練手管を尽くして法案の重要性を説明し、「この国が手遅れになる前に手を打つべきだ」と訴えたが、飯沼は首を縦に振らなかった。結局、第一次飯沼内閣で相続税100%法案は閣議決定されなかったが、代わりに飯沼は、物部に「自分の下で、この国を動かしてみないか」と、自身の秘書にならないかと誘ったが、物部は飯沼への敗北感から彼と距離を置きたいと考えており、申し出を断っている。「自分たち官僚こそが国を動かしている」と考えていた物部は、一人の政治家の反対で法案が通らないことに絶望すら感じていた。
「日本を救うためには金も時間も足りない」と考えていた物部は、個人タクシーで運転手から「100億円を何に使うか」と聞かれ、「この国にとってやるべきことは国家規模の「ダイエット」だ」と答えている。その後、彼の元にノブレス携帯が届けられ、セレソンに任命された。ノブレス携帯の説明を受けた物部はきわめて慎重であり、逐一送られている全セレソンの活動履歴を仔細に観察して、しばらくはセレソン達の動向を見守っていた。セレソンゲームの全容を把握し始めた物部は、自分が知らず知らずのうちにサポーターの役割を果たしていることに気がつき、そもそもサポーターなるものは端から存在せず、「サポーターがいる」というルール説明でセレソン同士を互いに疑心暗鬼にさせて、「いつでも監視されている」という錯覚を起こさせるパノプティコン的思想哲学であることを解明する。
「100億円で日本を救うことは出来ないが、1200億があれば日本を作り替えることが出来る」と考えた物部はMr.OUTSIDEの正体に気付き財務省を退職。その後、ATO商会と取引のある商社に出入りし、太いコネクションを構築。ATO重工業航空事業本部主任としてATOグループと政界官界とのパイプ役を務め、セレソンNo.7の篁カオルによる「ATO自動車恐喝事件」とリコール騒動では、自身の高いポテンシャルと交渉力で事態を収拾して有能性を示し、最終的にはATO商会執行役員に就任し、ATO播磨脳科学研究所の責任者になっている。
物部は「上の世代が作ったシステムには乗らないぞ」という考えの人間であり、「昭和の亡霊」である亜東才蔵によるノブレス携帯を使ったゲームを下らないと思っているが、亜東才蔵の権力を内包したセレソンシステムには深い関心を持っており、ジュイスを手に入れて物部自身がMr.OUTSIDEに成り代わり、亜東才蔵の権力を奪い取ろうとしている。
当初は他のセレソンに自分の活動を探られないよう、ジュイスにはほとんど頼らず、自分が持つ人脈と交渉力でゲームを進め、ノブレス携帯はもっぱら通信手段として利用するにとどめていたが、「60発のミサイル」の後は、自らが事態をコントロールして最悪の事態を回避したのだという実績を政府上層部に証明するために、あえて申請を履歴に残して活動するようになる。
自らが表舞台に立つことなく、日本を裏から動かすために、戦前には「官庁の中の官庁」と言われ、絶大な権力を持っていた内務省 の復活を目指しており、国家規模の「ダイエット」を行って、政府主導で有能な人材を再配置して、世界に通用する部門だけを有効に機能させていく「小さくて小回りのきく国」に移行させようとしている。また、相続税100%法案制定を財務省法務担当課長時代から目指しており、Mr.OUTSIDEをはじめとする既得権益にしがみ付く老害と、それを食い潰そうとするニートを締め上げて排除しようとしている。これらは真に日本を憂いた故の決断であった。
このほか、江田総理に対して『戦後65年――意思決定を他国に任せてきた「一億総他人任せ」国家から、かならず脱却してみせますよ』と、アメリカからの自立を目指す旨を語っているほか、No.7の篁カオルに対して、「この国はすでに疲弊しきっている。建て直すとしたら、不用なものを切り捨て、規模を縮小し、得意分野だけを伸ばしていく必要があるんだ。だから、日本の自動車産業にダメージを与えられては困るんだよ」「業績悪化という大義名分によって、これからATO自動車は人員整理がはじめられる」「少数精鋭のテクノクラート集団こそ、この国が目指すべき、唯一の勝機だ」と語る。
滝沢の動向を追ううちに板津の存在を知り、結城に板津を車で轢くように仕向けた。その後滝沢と接触し、滝沢が消した記憶を彼に暴露する。
セレソンの素性を9人まで特定しており、そのうち2人（結城、辻）とは協力関係にあり、黒羽とも接触していた。No.12の申請によりジュイス本体が移送されたことを受け、「60発のミサイル」発射の際にそれまで利用していた結城を切り捨て、単独行動に移る。
滝沢と結城を操って「60発のミサイル」攻撃の演出に成功し、彼らの携帯残高を大きく減らすことに成功した物部は、事件の対応に追われて右往左往していた有力議員に接触を試みており、「60発のミサイル」攻撃後、亜東に嫌気がさして総理を辞任していた江田と神楽坂の日本料理屋の座敷で会見した。江田に対して「一連のミサイル事件を裏でコントロールして、予想されうる最悪の事態を未然に防いだ」と告げた物部は、江田が長年夢見てきた「亜東才蔵に成り代わる」という計画を実現する代わりに、自分に日本を陰で操る権力を与えるよう要求した。その後、独自の調査でジュイスを見つけ出し、No.12・No.2・No.9のジュイスをミサイル攻撃で破壊して、物部の計画遂行の妨げになるセレソンをゲームから排除しようとしたが、黒羽の自らのジュイスを犠牲にする申請により滝沢のジュイスを射止め損ねてしまう。滝沢の帰国後、亜東の権力を無力化したい江田からの「亜東才蔵の最後っ屁を消せ」との圧力を無下にできず、Mr.OUTSIDEの指示で海ほたるに集結していた残りすべてのジュイスを、自分のジュイスだけを移動させてからミサイル攻撃しようとしたが、攻撃対象である滝沢のジュイスも海ほたるから移動したうえに、自分のジュイスを滝沢らに強奪されてしまう。
滝沢に対して自分の完敗を認めた上で、日本を物部の理想とする「小さくて小回りのきく国」にするには一旦、政府を骨抜きにする必要があり、そのために「60発のミサイル」攻撃を演出したこと、国民は「一億人のエゴイスト集団」であり、無責任で何も自分で決められないくせに、他人の意思で動かされることを嫌う存在であることを語り、物部は日本を小回りのきく国へと変えるために内務省を復活させようとしていることを明かす。彼に《東のエデン》のメンバーにかけられたテロリストとしての嫌疑と、滝沢のノブレス携帯に残された残高と同額の現金を用意する事を条件に、ゲームの辞退を交渉するが、滝沢からは、物部こそ総理大臣になるべきであり、自らは表舞台に立とうとしない(総理大臣になろうとしない)物部の手法には国民への「愛」がないとして断られている。物部自身は滝沢とは最後まで意見が噛み合わなかったと考えているが、対する滝沢は物部の理想とする「適材適所」の国家像には共感しており、「俺には同じ方向を見てるような気がするんだけどな」と答えている。
ゲームが決した後、Mr.OUTSIDEからの「プレゼント」を受け取った物部は自分の名前も思い出せない状態の中、飯沼邸の正門前で偶然再会した結城を邪魔扱いして激昂させてしまい、彼に発砲されるが、同時に彼を車で撥ね飛ばした。
キャラクターとしての物部の名前は、古代の豪族である「物部氏」から採られた。物部氏は大和政権の警察・刑罰・軍事・呪術を司り、兵器の製造・管理を管掌していたが、蘇我氏との権力闘争に敗れて衰退した。ほか、物部氏は播磨国の鍛冶・製鉄の技術者集団を支配していた。
キャラクターデザインのモデルは、『ハチミツとクローバー』の城山。
辻 仁太郎（つじ じんたろう） / No.2
声 - 遊佐浩二
28歳。身長164cm。「2G（ツージー）」と名乗り、今の日本の空気を演出していると自負する、自称 AIR PLANNER（プロデューサー）。AKX20000をプロデュースした張本人。
最初はノリで始めた裏原ブランドショップ《2G》のプロデューサーに過ぎなかったが、サブカルブームに乗って、自らがデザインしたオリジナルTシャツ が絶大な人気を呼んだ。が、辻はいつかは必ず廃れる裏原に満足せず、ネクストレベルに跳ね上がるべく青山、銀座、六本木などの一等地に店舗を拡大して全国区になり、様々な業界関係者と人脈を築いて、アパレル、音楽、映画、雑誌、オフィスデザインなどの多種多様なポップカルチャーとコラボレーションを展開し、多くのプロデュースを手掛けていった。また、辻は進出する地域を縄張りにしている暴力団への「みかじめ料」を観葉植物やプランターのリース料と称してけちらず払っており、暴力団などの裏社会との人脈が辻の全国区進出に大きく貢献していた。
辻は努力を惜しまない働き者の性格であり、メジャーになった後もブランドのプロデューサーであるにも関わらず、仲間が夜遊びしている時間に事務作業を買って出て、伝票を書いたり、銀行の引き落としを計算したり、ネット注文のパッキン詰めをしたりと、地道にコツコツと努力する事を怠らなかった。
セレブな生活や女性アイドルとのスキャンダル、辻の住む六本木の高級マンションが大きな話題となったりしたが、行きつくところまで行き着いてしまった感覚によって先が何も見えなくなり、精神が不安定になった辻は医師から軽度のパニック障害であると診断され、自宅に引きこもってしまう。そんな時に辻にノブレス携帯が届けられた。
既に辻は100億円以上の資産 を持っており、ノブレス携帯を使った「クソゲーム」から抜けたいという理由で物部に協力していたが、物部によるジュイス強奪が失敗したと考えた辻は、結城に対して『11発目のミサイル』「60発のミサイル」で結城が物部の策略に利用されていただけであった事を告げた。その後は滝沢に感化されて、自らの理念で日本をプロデュースしてゲームを上がろうと独自の活動を開始する。
結城によるミサイル事件を、あたかも国外からの攻撃であるかのように演出し、日本が近隣アジア諸国に対して『被害者』として好き勝手なことが言える国にしようと画策した。仕上げに、総理の私生児が外国人に襲撃されるというシナリオを描き、辻を頼って訪ねて来た結城を「滝沢朗を暗殺した外国人」に仕立て上げて利用する事を画策する。物部を出し抜こうとしたが、「無責任な大多数である国民を全て『被害者』にする」という辻の思想や策略は物部に疎まれ、ジュイスを破壊された上に、更には国税局の査察まで差し向けられてしまった。
Mr.OUTSIDEからの「プレゼント」を受け取った後は記憶喪失になり、セレソンとして自身がプロデュースしたAKX20000のポスターを見て「裸の男たちが写った悪趣味なポスター」扱いしている。
モデルは、日本のファッションデザイナー、クリエイティブディレクター、および音楽プロデューサーのNIGO。
北林 とし子（きたばやし としこ） / No.3
声 - 瀬能礼子
福岡在住の老婦人。 亜東才蔵とは古い知り合いで、終戦時、ATOタクシーの前身ともいえる個人タクシー業を営んでいた 当時30歳の亜東によって、焼け野原で助けられた少女が当時10歳のとし子であった。とし子にとって亜東は兄のような存在であり、その後も亜東と連絡をずっと取り合っていたが、いろいろと不憫な思いをしているとし子を案じた亜東は彼女にノブレス携帯を渡し、セレソンに任命する。
とし子は既に認知症であったが、一日一善を心がけ、夏バテで入院していた病院の病室から見える範囲から、小さなことからコツコツと、日本を地道に変えていこうとした。病院前の公園清掃ボランティア活動にも資金を投じているほか、事故や渋滞の原因になっていた病院近くの「魔の踏切」の改修工事や、病院に入院している子供たちにジュースパックを届ける事を依頼していた。
とし子は亜東と初めて出会った日に、100歳になっても日本をよくしようと活動する亜東に甘味を差し入れるようジュイスに依頼したことが原因で、亜東の居場所がバレてしまうこととなった。
近藤 勇誠（こんどう ゆうせい） / No.4
声 - 白熊寛嗣
35歳。身長176cm。所轄の生活安全課刑事（警部補）。
交番勤務の巡査から26歳で新宿警察署の刑事(巡査部長)となり、極端すぎるとも評される程の強い正義感でめざましい功績を上げ、ノンキャリアでありながら30歳の若さで捜査一課に配属されて警部補にまで昇進した。その後、全国の警察機構を統治する警察庁の警備局長直々の命令で、警察OB議員への極秘内偵捜査を担当するが、永田町で行われる警察官僚と政治家による不正経理、裏金、接待、贈賄罪と、その事に目を瞑る「事なかれ主義」、それに加えて近藤の捜査により、巨額の不正が明らかになったにも関わらず、突然捜査を打ち切った警備局長に近藤は失望する。その後、近藤が内偵を進めていた警察OB議員がホテルで首つり自殺をし、近藤の捜査方法に問題があったとして本庁内部で責任追及され、左遷されてしまう。
理不尽な懲罰人事に「自分に力があれば、正しいことが出来る」と心の底から願っていた近藤の元にノブレス携帯が届けられ、セレソンに任命された。その後、近藤はノブレス携帯の力で警察機構を「正しいことをする人間が正しく評価される体制」に構造改革しようとしたが、ジュイスはその金を賄賂に使い、不正を肯定・助長することになってしまい、近藤の警察改革は挫折してしまう。
真面目な人間が馬鹿を見る現実に絶望した近藤は、 ギャンブルや女にノブレス携帯の電子マネーを浪費し、100億円をほぼ使い果たしてしまった。金銭感覚が麻痺し、闇金融からも2000万円借りるまでに落ちぶれた近藤は、ジュイスに命じて目撃者共々取立人の殺害までするようになる。
アメリカから帰国した滝沢を追跡し、豊洲のシネコンで襲撃してノブレス携帯を奪うが、指紋認証により本人以外には電子マネーの使用が不可能であることを知り、己の迂闊ぶりに落胆する。更に滝沢からノブレス携帯を奪った際に、迂闊にも自分の警察手帳を奪われていた事を滝沢から電話されるまで気が付かず、それを取り返すべく歌舞伎町で滝沢と待ち合わせしていたが、愛人宛のメールを迂闊にも妻のミサエに誤送信したせいで、近藤との結婚生活に疲れ切ったミサエによって包丁で脇腹を刺されてしまう。歌舞伎町の路上で瀕死の状態で倒れていた近藤は、駆け付けた滝沢の助けを拒否し、自身のノブレス携帯を滝沢に託してゲームに関して知りえる情報を伝えた後に意識を失った。
火浦 元（ひうら はじめ） / No.5
声 - 小川真司
52歳。身長166cm。火浦総合病院の院長で元敏腕脳神経外科医。事故で手が不自由になり、精度の求められるオペができなくなった。
「一人の医師が助けられる患者の数は限られているが、優秀な医師を雇い、医療設備を充実させた病院を経営することで、一人の医師が救う何倍もの命を救うことが出来る」「自分たち高齢者の後始末は、自分たちの責任で背負って死んでいくべきである」と考えていた火浦の元にノブレス携帯が届けられ、セレソンに任命された。
「100億円で日本人全員を救うことは出来ないが、老人だけならばなんとか救うことが出来るかもしれない」と考え、100億円を高齢者医療改善とその身内の雇用促進という地域医療の発展と、自身の理想である「高齢者同士が相互に介護し合うことで、若者に迷惑をかけず、疎まれることもなく、静かに死を待つ自己完結した理想的な医療都市建設」のために使ったが、一瞬にして詳細不明の資金を手に入れ、その使用用途には賄賂も含まれていたため、マスコミからはバッシングの対象になっているが、病院の患者や職員からは「救世主」と崇められている。
ゲームを上がる気はなく、自らの活動がMr.OUTSIDEの言う「日本を正しい方向に導く」ことではないとも認識しており、サポーターによりもたらされる「死」も覚悟していた。自分の死後も病院が自治体で運営出来るように取り計らい、100億円を使い果たす。
残金が無くなったことで、サポーターの介入によって死んだと思われていたが、劇場版において、記憶喪失という形で生存していたことが板津の報告から判明した。この時の火浦は、自身が火浦総合病院を設立し経営していたことすら忘れていたが、記憶を無くす前の信念を変わらず持ち続けていた。
直元 大志（じきもと たいし） / No.6
声 - 吉野裕行
映画制作マン。自分の理想とする「しょっぱい男」の映画を撮ることで、日本を救おうと考えたが、滝沢が王様になってゲームを上がってしまうことを危惧して、滝沢の居場所を突き止めるために咲をストーキングしたり、盗み撮りした映像から映画を制作するというアイデアをジュイスに実現させようと、ニューヨークでは度々彼らを危機に陥れる。遊園地では咲と一緒にメリーゴーランドに乗る滝沢に嫉妬して火炎放射器を使い、自らが「主役」になるべく実力行使に出るが、黒羽により阻止され、居合わせた公安に身柄を拘束される。直元自身に応対するジュイスからはバカにされており、申請の度に口論になっていた。
ゲーム終了時には、公安からニューヨーク市警に身柄を移されて拘束されたまま、Mr.OUTSIDEからの「プレゼント」を受け取るハメになってしまった。
篁 カオル（たかむら かおる） / No.7
声 - 神谷浩史
年齢不詳の詐欺師。アニメには登場しない。ドラマCD『No.7』で詳細が語られている。
活動履歴を利用した株のカラ売りと企業恐喝によって利ざやを稼ぐ。AIであるジュイスさえも騙し、口説いていた。
ものづくりを蔑ろにして、利息で食い繋いでいるだけの日本の自動車産業の現状に失望し、ATO自動車を企業恐喝することで、自分からは何も生み出さない「オッサン達」を排除することを企てるが、物部の介入により「休戦宣言」を出すことを強いられ、屈辱を味わう。No.9の活動履歴に関心を抱き、ワシントンへ旅立とうとする彼を捜しに空港に駆け付け、滝沢に遭遇する。彼がこれからやろうとすることの真意を聞き、介入してくるであろう物部から滝沢を守るために、滝沢の真横の席を予約していた物部の座席予約をキャンセルするなどした。
その後、フェラーリで空港のエントランスに乗り付けてきたATO自動車社長を騙してフェラーリを盗み、その足で東京まで帰ろうとしたが、運転中にノブレス携帯でジュイスに電話をかけていたところを白バイ警官に見つかり逮捕されてしまう。
同じく神山による『Xi AVANT』では、外務省のノンキャリア官僚になっており、上層部から「ある男」の捜索を命じられる。
立原 憲男（たちはら のりお） / No.8
50代。身長190cm。元はサッカー好きのしがないサラリーマンでしかなかったが、ある日、個人タクシーに乗った際に、運転手から「100億円やるからこの国をよくしろと言われたら、その金をどう使いますか」と聞かれた立原は酔いも手伝って「そうだな。サッカー日本代表監督になるね。それで日本を元気にする。俺が監督になったらワールドカップ優勝は固いよ」と答え、その翌日にノブレス携帯が届けられ、セレソンに任命された。
立原は「俺をサッカー日本代表監督にしてくれ！」と申請し、ジュイスはサッカーの戦術論文を立原名義で発表させて、更にはベンゲルに推薦させて、日本サッカー協会にただのサラリーマンだった立原をサッカー日本代表監督に成り上がらせた。外国人を帰化させてサッカー代表チームを結成するのではなく、純粋な日本人のみによるサッカー代表チームを結成して、優勝する事を目指し、マスコミから「サラリーマン期待の星」と持ち上げられたりもしたが、彼なりに戦術を考えたり、日本人チームの戦力強化合宿をジュイスに申請するなどしても、決定力不足で戦績は芳しくなく、国際試合の予選通過すら果たせなかった。マスコミからバッシングされ、辞任の声が内外で高まり、2012年のオリンピックで結果を出さなければいけない状況に追い詰められた末に立原は「日本代表に金メダルを」という申請を出した結果、自身が監督から更迭されてしまった。
失意のまま国立競技場前をうろついていた立原は、Mr.OUTSIDEからの「プレゼント」を受け取り記憶喪失になるも、どこか安堵していた。
結城 亮（ゆうき りょう） / No.10
声 - 森田成一
京都在住。30代前半。身長185cm。いつでも就職活動の面接に行けるよう常にスーツを身に着けている。
過労で亡くなった両親の葬式会場から自宅に帰るためにタクシーに乗った後に、ノブレス携帯を手に入れた。ワーキングプアで派遣社員として薄給でこき使われ、借金をして資格を取っても状況は改善せず、そのことを告発するもニートにまで馬鹿にされたことで、不公正な社会にすっかり絶望し、何でも「自己責任」の言葉で完結し、搾取を続けている世間に憤りを感じて、自分を馬鹿にした存在に復讐するために「迂闊な月曜日」を演出した。
『11発目のミサイル』で旅客機を撃墜して、奇跡的に生き残った子供2人を除く乗客乗員236名を死に至らしめた大量殺人犯であるが、物部に自分の車で板津を轢くよう仕向けられた際には「僕が人殺しになってしまうじゃないですか」と真顔で動揺をみせるなど、自らが「加害者」である自覚や、人を殺すという想像力がまったく無く、「あくまで自分は被害者である」「自分をバカにした連中に同じ境遇を味わわせたい」という幼稚で短絡的な意識しか持ち合わせていない。
「60発のミサイル」で再び復讐を果たそうとするが、またしても滝沢に阻止され、No.12によってジュイス本体が移送された後に、端から日本にミサイルを落とすつもりが無かった物部から「自己責任」として切り捨てられる。
ミサイルを撃墜するよう申請した滝沢を逆恨みし、ジュイスに彼の殺害を繰り返し申請するが、いずれも滝沢の王様申請や、物部の申請に邪魔をされて却下される。その後、滝沢への復讐だけのために東京に着の身着のまま上京し、ミサイルで住居を失った豊洲の難民に紛れてニート達相手に駅のゴミ箱などから手に入れた週刊マンガ雑誌を安値で売って生計を立てる「業者」として路上生活をしながら、滝沢への復讐の機会を窺っていたが、ジュイスから残りの残高を使って日本を救うための活動をするべきではないかと諭されると、ジュイスに対して逆切れをして自ら残高が残ったままのノブレス携帯を破壊し、セレソンとしての義務を途中放棄してしまう。そのため、板津達からは「セレソンとして不適格と判断されて消された」と考えられ、ゲームから脱落したと認識されていた。
半年振りに再会した辻に言われるがまま利用されて、裏社会の人間からトカレフと外国籍の偽造パスポートを手渡され、「外国人として」滝沢を襲うよう仕向けられる。その後、ノブレス携帯を自ら破壊していた結城は、ゲームの終了も、Mr.OUTSIDEの「プレゼント」のことも全く知らず、飯沼邸の正門で記憶を消された物部と偶然再会するも、シラを切られたと勘違いをして激昂、彼にトカレフで数発発砲するが、車で撥ね飛ばされた。
キャラクターデザインのモデルは、『スカイ・クロラ The Sky Crawlers』の函南優一。
白鳥・D・黒羽（しらとり・ダイアナ・くろは） / No.11
声 - 五十嵐麗
30代後半。身長173cm。水色の髪と紫の唇を持つ妖艶な美女。西欧系の父親と日本人の母親の間に生まれた。外国人モデル事務所《モノロム》の敏腕社長で、海外から外国人男性を「モデル」として輸入している。
『ジョニー狩り事件』の犯人で連続殺人鬼。ジョニーをシガーカッターで切り取って放置するという残忍な手口で、殺害を繰り返していた。しかし都市伝説にあるようないたいけな童貞ではなく、実際には性犯罪者のみを対象としていた。ゲームを上がる気はなく、ノブレス携帯を取得する前から「女性の敵である性犯罪者=生産性のない男を間引いて、代わりに優秀な外国人を日本に輸入する」という信念に基づき『ジョニー狩り』を行い、ノブレス携帯はもっぱら情報収集と死体処理のために使用していた。実母への義父（養父）の暴力を見かねて、義父を刺殺し鳥葬に付した過去を持つ。
滝沢をサポーターと疑いタンクローリーの横転事故に巻き込ませ怪我を負わせるが、滝沢との会話の最中彼が倒れるや介抱した。滝沢を心配して駆け付けた咲と出会い、咲に滝沢を大切にするよう言い残した後、背中から真っ黒な翼を生やし、大杉と間違えられていた強姦魔を抱えて夜空に飛び去った。その後モデル事務所を畳み、情報調査会社《モノクローム・エージェンシー》を立ち上げる。滝沢の「あんたも助けるよ」という言葉を信じて、彼と再会する機会を待っていた。後に飯沼千草から『飯沼朗』の調査を依頼される。
物部が滝沢のジュイスをミサイル攻撃した時には、自分のジュイスが積まれたトレーラーを身代わりにして守った。その際ジュイスを「私に付いた部下の中で最高に優秀だった」と評した。
滝沢に会う前に物部とも接触しており、物部と滝沢を「リアリストとロマンチスト」に例えているが、どちらがリアリストで、どちらがロマンチストかまでは明らかにしていない。
もともと黒羽はノブレス携帯の力には興味がないようで、男性という存在そのものも信用していなかった。特に日本の在来種男子を見限っており、日本男子を駆逐して、外来種の素敵な男子を輸入することでしか、日本を救うことはできないと考えていた。その黒羽も、滝沢と会ったことで大きく変わり、ジョニー狩りもやらなくなっていた。
基本的な考え方が官僚的で、旧来のシステムの中で思うようにいかなかったことをノブレス携帯を手に入れたことで一気に変革してしまおうと動き始めた物部と、人助けが好きな王様である滝沢を比較して、黒羽は日本の空気を変えてくれるのは物部ではなく滝沢に違いないと考えて、彼に賭けたという。
No.12
正体不明のセレソン。ジュイスを播磨脳科学研究所からどこかに移動させた。ジュイス移送 以外にノブレス携帯を使用した形跡は、それまでにはなかった。物部はサポーターもしくはMr.OUTSIDEではないかと推測していた。劇場版でその正体が明かされる。

### ゲーム関係者
Mr.OUTSIDE（ミスター・アウトサイド）
声 - 有川博
12人の日本代表を選抜しセレソンと名付け、ノブレス携帯を与えた人物。「義務を果たしたセレソンは自然に自分に会える」らしい。
その正体はATO商会の会長兼相談役、亜東 才蔵（あとう さいぞう）。OUTSIDEはその氏名から来るダジャレとされる。戦後の復興期に運輸業からスタートし巨万の富を築いた大政商で、「昭和の亡霊」の異名を持つ「日本のフィクサー」の一人。戦前のヨーロッパに留学経験があり、亜東が好みそうなヨーロッパの思想がセレソンゲームにも取り入れられている。セレソンゲームのネーミングには、亜東のブラジルサッカーへの傾倒が反映されている。
ゲームスタート時点で既に末期癌で、もう死んでいると思われていた。生きていれば100歳になる。物部は、セレソンNo.12も彼ではないかと推測していた。
自ら個人タクシーを運転しており、その乗客には「100億円やるからこの国をよくしろと言われたら、その金、どう使います？」と質問し、自分が興味を持った人物をセレソンに選抜していた。ゲーム終了の際には、セレソン達をゲームから開放する名目で「プレゼント」と称し、彼らの記憶を消去することもあらかじめ仕組んでいた。
その容姿や、1980年代初頭の亜東がトヨタ・ソアラを愛車にしていること、戦前のヨーロッパに留学経験があることなどから、亜東才蔵のモデルは白洲次郎だと思われる。亜東が平澤と初めて出会った時に言った「誰ですか？あなたは」という台詞は、宮崎駿監督に神山健治監督が初めて会ったときに言われた言葉だという。
JUIZ（ジュイス、ポルトガル語: Juiz、「裁判官」の意）
声 - 玉川紗己子
ノブレス携帯で応対する優秀なコンシェルジュ。個々のセレソンにそれぞれ異なる人格で対応する。どの人格も職務に忠実で、ルールや他のセレソンの申請に抵触したり、システムの有効圏外や残高不足であったりしない限り、申請を却下することは原則的にしない。また、通信を終える際には「今後も救世主たらんことを」と言うのが常だが、それに付随する言葉や言い回しは、セレソンや状況に応じて異なる。
正体は、亜東が命じて作り出した12台の巨大なスーパーコンピューターによる人工知能である。セレソン1人に1台が割り当てられている。ジュイスの本体は、ATOグループの企業カラーである「青色」に塗装されている。
ジュイスを支えるコンピューティングシステムは現代技術ではなく、極秘裏に開発された、エネルギーをいっさい使わず、放熱もしないといった未来の「可逆的コンピューティング」的技術であるとされる。
ATO播磨脳科学研究所に設置されていたが、No.12の申請で移送され、一時所在不明になる。その後、物部のミサイル攻撃により、No.2、No.11、No.12のジュイスが破壊される。
亜東家四姉妹（あとうけよんしまい）
声 - 玉川紗己子
亜東才蔵の孫娘で一卵性要胎の四つ子。ジュイスのボイスサンプルは四姉妹から採られており、微妙に異なる4人の性格の差分が、セレソンごとに異なるジュイスの性格を成長させていく。また、4姉妹はセレソンゲームの運営にも携わっている。ノブレス・フォンという携帯電話（ノブレス携帯とは違ってコンシェルジュ機能と100億円は付帯しない）を持ち、全セレソンの活動履歴を受信できる。
なお、個々の職歴や性格も含め、『小説 東のエデン 劇場版』にて語られている。
アカネ 長女。ブロードウェイに留学してミュージカルを勉強していた。派手なメイクが活力を感じさせる。
フミエ 次女。元図書館職員。おだやかだが的確に仕事をこなす。
ユーコ 三女。元英会話教室職員。ATO播磨脳科学研究所で受付嬢もしていた。理知的な判断力を持つ。
アキコ 四女。元アナウンサー。快活明朗で行動的。

### 咲の家族
森美 朝子（もりみ あさこ）
声 - 松谷彼哉
咲の姉。昭和54年生まれ。32歳。交通事故で両親が亡くなった後、実家である山月パンを継ぎ、親代わりになって咲の面倒を見る。1歳になる娘がいる。咲の複雑な感情・不満に気が付いていない。
森美 良介（もりみ りょうすけ）
声 - 岩尾万太郎
咲の義兄。元は大手ゼネコンに勤めていたが、朝子と共に山月パンを継ぐ。「咲に甘い」と朝子から注意される。咲の気持ちには気付いているが、大人の対応で気付いていないフリをしている。

### その他の人物
板津 豊（いたづ ゆたか）
声 - 檜山修之
昭和64年1月生まれ。広島県出身。京都大学工学部の学生。身長169cm。広島東洋カープのファンであり、広島弁で話す。かつて携帯サイト《東のエデン》開設の際にアドバイザーとして協力したプログラマーで、あだ名は「パンツ」、春日からは「師匠」と呼ばれる。世間コンピューターというシステムを開発した。すご腕のハッカーでもある。滝沢のことを「ビンテージジーンズを履いているような奴」という理由で「ビンテージ」と呼ぶ。
「ズボンが風に飛ばされた」という理由で、京都の四畳半のアパートに引きこもっているが、その真相は自身の開発した世間コンピュータにより、神童と謳われた自分の20年後 がニートであると占われたことに絶望したため。その間『二万人ニート失踪事件』の謎を、同胞の仇を討たんと、独自にセレソンや「迂闊な月曜日」を調べていた。かつてはスリムだったが、ひきこもり生活によりすっかり肥満体となった。部屋ではTシャツとブリーフパンツ一枚で過ごす。
高い技術力を持っており、滝沢の依頼で近藤のノブレス携帯を解析する。解析した活動履歴からミサイル攻撃に繋がる情報に辿り着き、《東のエデン》に全履歴を送信し滝沢にも知らせようとしたが、板津から滝沢の情報を聞き出そうとした物部によって結城の車で撥ねられる。物部と、後で駆けつけた滝沢の助けで一命は取りとめており、60発のミサイル攻撃時には病院のベッドに横たわっていた。
《東のエデン》起業の際、ハッカーである板津が役員になるのは問題があるとして、あえて業務委託契約とし、Mr.OUTSIDEやセレソンの調査を担当していた。
当初は、PCを使って社会とコミットし、なにか大きなことを為す可能性のあるセレソンとして登場する予定であったが、セレソン携帯があると板津のスキルが物語上、活きないので、「彼こそがニートである」というような東のエデンの準メンバーとして登場することになった。
作中の登場人物が、いわゆるガラケーを使用している一方、板津はスマートフォンを使用している。
豆柴（まめしば）
豊洲の営業を停止したショッピングモール（滝沢名義のパスポートに記載された住所）で滝沢の帰りを待っていた犬（柴犬）。背中に堕天使のアイコンである翼の飾りをつけている。滝沢のことを知っている様子でよく懐いている。「迂闊な月曜日」のミサイル攻撃の避難誘導中に、滝沢が見かけた女性が連れていた。後に滝沢の母親を捜す手掛かりとなる。
本名は「アンジェリカ」。翼の飾りは豊臣秀吉の羽犬伝承に由来する。
横瀬 兼元（よこせ かねもと）
連絡先を一切明かさない個人投資家。《東のエデン》に600万円の融資をした。
ジョニークリーチャー
滝沢がミサイル爆心地を訪れた際に見た謎の生物。黒羽の前で倒れて咲に起こされる直前にも目撃している。幻覚という描写が強い。二万人ニートの群集のシルエットもジョニークリーチャーの形状をしているカットが存在。
石居（いしい）
声 - 山口登
『二万人ニート失踪事件』の被害者の一人。25歳。専門学校を卒業後も定職に就かず、実家でニートをしていた。軍事オタクであり、一時期は自衛隊に入隊することも考えていたが、厳しい訓練に耐えられるとは思えないとして入隊資料を半分も読まないで諦めてしまっている。26歳になろうとしており、このままではいけないという焦りがあるものの、ぬるま湯から抜け出せないでいた。
インターネット掲示板に滝沢によって書かれた書き込みを発見し、自衛官を装って、ミサイル攻撃から住民を救う詳しい手だてを書き込むなどし、ニート達が滝沢の書き込みに答えて「日本人を騙すアイデア」を出し合うきっかけを作った。その後、11月22日に男子限定でオフ会を開き、「ミサイル攻撃」から住民を避難させることを計画して実行に移すが、日本が「本当に」ミサイル攻撃されてしまい、石居を初めとするニート達はテロリストの容疑者にされてしまう。
その後、滝沢から「こんな国いてもどうしよもねーから、もうちょっとマシな国行く手配しといたよ」と、ほとぼりが冷めるまで「消費の楽園」に他のニート達と共に国外逃亡することになるも、全裸でコンテナ船に積み込まれて送られたドバイで1日14時間以上の労働で日給約500円という超劣悪条件での強制労働を強いられる。そんな強制労働の最中でも滝沢が助けに来てくれると本気で信じている他の労働者ニートが、自分からは何も行動を起こさないで、事態が好転することを夢想し、恨めし気にルサンチマンをかき鳴らし、ひ弱で役立たずのくせに権利だけは主張している自分そのものだということに気が付き、このままではいけない、滝沢を待っていてはいけない、自力で抜け出さないといけないと決意し、キャンプを一人抜け出す。
それから1週間、石居は国外に出ることが出来ず、ドバイの旧市街地ディエラで外国人の不法就労労働者に交じって乞食として生活していた。茶屋でなけなしの1ディルハム硬貨で注文した熱いシャーイを頼むが、路上生活を送っていた石居は悪臭を放っており、店内の客から眉をひそめて見られていることに気が付いた石居は自暴自棄になってシャーイを一気飲みして店から早く出ようとするが、熱いシャーイを一気飲みする石居を観た猫舌が多いアラブ人からは超人扱いされて大盛況になり、偶然店に居合わせたアラブの大富豪から「熱いシャーイを一気に飲み干す男らしさに感動した」として婿として迎え入れたいとの申し出があり、石居はそれを受け入れて大富豪の娘と結婚し、彼の会社の顧問に就任した。
両親への結婚の報告のために日本に一時帰国していた石居は、自分をニート生活から救い出してくれた滝沢に感謝しながら豊洲の爆心地近くを歩いていたが、偶然滝沢を発見した彼は滝沢に思わず殴りかかり、滝沢に対してドバイで強制労働させられた恨みもあるが、社会復帰の手助けをしてくれたことに感謝もしていると告げ、肉まんを差し出した。
「60発のミサイル」の時も豊洲に駆けつけて、滝沢やニート達と共にミサイルから日本を救おうとした。
弘瀬 悠大（ひろせ ゆうだい）
声 - 井上剛
『二万人ニート失踪事件』の被害者の一人。29歳。滝沢を「岡田信太郎」という偽名で認識していた。中堅大学の建築学科を卒業後に希望通りの建築事務所に入社したが、すぐに退社し、それから12年間ずっとニートのまま過ごしていた。
「迂闊な月曜日」では滝沢に協力して横浜で住民の避難誘導に当たったが、後に滝沢に「消費の楽園へ連れて行く」と騙され、建築バブルが弾けたドバイで完成するかも定かではないホテルやマンションの建設に『青年海外協力隊』として1日14時間労働・日給約500円という超劣悪条件で強制的に働かされていたが、毎日汗水流して働き、働いた結果が建築物として築きあげられていく事によって、コツコツ働く達成感と充実感を味わうようになっていた。その後、建築学科を出ていた弘瀬は建築図面が読めたため、ニート労働者を束ねる現場監督を任されるまでになり、ドバイでの強制労働に生きがいを感じるまでになっていたが、日本に帰国する事が決まった後は再びニート生活に戻るのではないかと憂鬱になっていた。
日本帰国後は滝沢が「60発のミサイル」から日本を守るためにわざと自分たちニートを怒らせて一致団結させ、ミサイル迎撃の方法を考えさせたのだと気が付き、滝沢を『我らが王』と称え、豊洲のショッピングモールの屋上に突入してきた機動隊に他のニート達と共に全裸のまま立ち向かい、機動隊と滝沢の奪い合いを行った。
滝沢の日本帰国後は偶然にも成田空港のトイレで滝沢に再会し、ミサイル事件後、「AKX20000」の一人として滝沢を消費して暮らしてきた半年分の「貸し」を返すために滝沢の脱出に協力し、自らが囮役を演じる。その後、滝沢を逃がすことに成功した弘瀬は「こつこつ真面目に働いて、その先の本当の喜びを手に入れる」ことを心に決める。
土橋 文也（どばし ふみや）
相慈院大学政治学コースの学生。迂闊な月曜日事件で発生したミサイル難民に関するレポートで、『黒鉄成一記念 相慈院ジャーナリズム大賞 最優秀賞』を受賞している。
江田 一彦（えだ かずひこ）
声 - 丸山詠二
本作における日本の内閣総理大臣。「迂闊な月曜日」の元となる言葉を生み出した張本人。温和そうな外見だが、党内のみならず政財界に広がる人脈を持つ、まさに「古狸」と呼ぶに相応しい老獪で狡猾な有力者であり、元財務官僚の物部すら手玉に取るほどである。飯沼誠次郎とは政治家としてライバル関係だった。
滝沢からの意図せぬ依頼によって国会で「ギャフン」と発言。その結果、「親しみが持てる」という意見に後押しされて支持率を10%上昇させたが、その後、ミサイル攻撃の再発を防げなかったとして、内閣総辞職している。自らが亜東才蔵に成り替わる事を悲願にしており、利害が一致した物部と手を組んで内務省復活と相続税100%法案制定に協力するが、江田は物部の憂国の情を理解して手を組んだのではなく、早期に事態を収拾して自分が亜東才蔵に成り代わるために物部を利用していた。対する物部も、終戦記念日の前日に行われた自衛隊のミサイル攻撃に対する近隣諸国の反応に怖気づく江田に内心呆れていた。
今回のセレソンゲーム終了後には亜東の指示に従って、定額給付金を次回のセレソンゲームの資金として用意するなど、事態の収拾を一任していた物部の梯子をはずしたも同然の行いをしている。
キャラクターデザインのモデルは、『うる星やつら2 ビューティフル・ドリーマー』の校長。
飯沼 誠次郎（いいぬま せいじろう）
「平成の吉田茂」の異名を持ち、総理経験のあるタカ派の大物政治家。政界を引退して千草と共に静かに余生を過そうとしていたが、「ギャフン解散」で総理を辞任した江田一彦の代わりに周囲から担がれて、再び総理に就任した。危機に陥った日本を救おうとしたが、無責任な議員による心ない野次や、体調がすぐれない飯沼の映像ばかりを流して批判をするマスコミ、後を絶たない閣僚の失言やスキャンダルで疲れ切った飯沼は、半年後に過労による脳溢血が原因で志半ばで死去した。
物部が財務官僚時代に起草した相続税100%法案に「待った」をかけたのは当時の総理であった飯沼であり、事務次官でもない物部をわざわざ別邸にまで呼びつけて「今はまだ早い―国民にそれと知られないように財産を召し上げる―それは最終手段として取っておくべきだ」と語り、法案に反対したが、その後、何度も飯沼邸を訪れて、手練手管を尽くして法案の重要性を説明し、「この国が手遅れになる前に手を打つべきだ」と訴える物部の憂国の情を理解していた飯沼は、彼に「自分の下で、この国を動かしてみないか」と、自身の秘書にならないかと誘った が、飯沼と距離を置こうとした物部からは断られている。
キャラクターデザインのモデルは、『天国と地獄』の権藤金吾（三船敏郎）。
飯沼 千草（いいぬま ちぐさ）
声 - 秋元千賀子
58歳。飯沼誠次郎の妻。夫との間に子供は出来ず、その事を飯沼後援会から責められ苦労した経緯があり、夫の私生児を名乗る『飯沼朗』を夫の名を汚す者として最初は快く思っていなかったが、自らスケープゴートになって上がりを決め込んだ大人達と若者を歩み寄らせようとする滝沢に飯沼と似たものを感じとり、滝沢にDNA鑑定書を渡して送り出した。
キャラクターデザインのモデルは、女優の八千草薫であり、総作画監督の中村悟の「女性は美しく描きたい」とのリクエストで、ほうれい線を描くのはやめている。
岩下 あや（いわした あや）
声 - 安藤麻吹
40歳。タイ風居酒屋《HYNE》の店主。豆柴の飼い主。飯沼誠次郎の元愛人で、滝沢が5歳の時に日本に移り住み、その際にデパートのアイス売り場に置き去りにする形で滝沢を飯沼誠次郎に預けている。これは、あや自身が自分が滝沢を育てるよりも、飯沼の元で教育を受けた方がいいと判断したからであり、彼女なりに滝沢の将来を考えた上での判断であった。DNA鑑定書によれば飯沼誠次郎と滝沢の遺伝子は一致しなかった事が明らかになり、飯沼と愛人関係になりながら、同時期に他の男性とも付き合っていた事が判明した。
キャラクターデザインのモデルは、『ウルトラセブン』の友里アンヌ隊員を演じた、女優のひし美ゆり子であり、あやが三宿で営業しているタイ風居酒屋の「HYNE」のモデルは、ひし美ゆり子が経営している飲食店である。

## 用語
セレソン（Selecao、ポルトガル語: Seleção、「選ばれし者」の意）
「この国（日本）を正しき方向へ導く」義務を負った12人の人間。Mr.OUTSIDEによって一方的に選ばれ、セレソンに選ばれた人間にはノブレス携帯が提供される。セレソンの行いを「セレソンゲーム」と称している。
「正しき方向」の基準はMr.OUTSIDEの独断であり、一般常識的なそれと同一とは限らない。
以下の事項に該当したセレソンはサポーターにより「的確な死」がもたらされるという。
- 任務を途中放棄して逃亡した場合。
- 長期にわたりノブレス携帯を使用せず何の成果も挙げられなかった場合。
- 100億円を個人の欲望に使用し続けた場合。
- 国（日本）を救う目的が果たせぬまま残金が0円になった場合。

また、最初に義務を果たしたセレソンが現れた後は、その一人以外のセレソンは全て自動的に消去される事とされていた。
セレソンのマークはポール・ニコルソンによるデザインである。
サポーター
義務を果たさない、あるいは100億円を使い切ったセレソンを消すために存在するセレソン。12人のセレソンの中の1人だが、その正体はMr.OUTSIDEだけが知っている。セレソン同士が疑心暗鬼に陥る原因ともされる。そもそもサポーターは初めから存在しないのではないかと物部は推測する。板津も、サポーターとは命懸けのゲームを各セレソンに強要するための方便ではないかと語る。
ノブレス携帯
セレソンが持つ携帯電話。ジュイスと通話し「正しき方向へ導く」ために必要な願いを告げると、物理法則的に可能な事象ならば、それが叶えられる。初期段階では100億円の電子マネーがチャージされており、受理された申請はすべて金額に換算され必要経費として電子マネーの残高から引かれてゆく。他のセレソンのマネー引き落とし額と使用目的の閲覧も可能。
申請内容の規模や実現難易度などによって電子マネーの減る額は異なり、近藤が3人連続で殺人を依頼した際は149万9346円だったり、滝沢がホテル・インソムニアを買収した際には15億2320万円だったりする。60発のミサイル迎撃は50億円で実現された。また、首相に「ギャフン」と言わせるための金額が60円だったことから、単に資金力に頼るだけでなく、権力やコネをも駆使した方法が用いられている。
個人の意思を操作することはできない。漠然とした願いはジュイスによって最も近いと思われるものに解釈される。ややこしい申請はいくつかの段階に分けて叶えられ相応の期間を要する。途中で申請を取り消した場合は、そこまでに起こった事象はそのままとなる。また、王様になる滝沢を結城が殺害できなかったように、他のセレソンの申請に抵触する申請はジュイスによって却下される。
指紋認証のセキュリティがあるため、他者には電子マネーの使用や履歴の閲覧はできない。また、電子マネーの現金化も不可能。ただし依頼を叶える過程で必要であれば、口座へ電子マネーが現金化して支給されることはある。ただし、ジュイスへの申請以外にも普通の電子マネー決済をすることも可能で、作中では滝沢が梅ガムを購入している。
セレソンシステムの有効圏内は日本国内に限られ、海外ではジュイスとの通話や日本に拠点を置く、あるいは日本と接点の強い企業・団体や大使館への依頼以外は制限される。
液晶上部に12個のセレソンナンバーが常時点灯されているが、セレソンがリタイアしたり有効圏外へ出たりすると、そのセレソンのナンバーが消灯する。
3.6インチメインディスプレイと1.7インチのサブディスプレイを有する。カメラ機能、GPS機能、電子マネー端子を搭載している。充電不要で充電する穴すら無い（バッテリーのマークには∞と書かれている）。セレソンごとにカラーリングが異なる。
亜東才蔵が所有する赤いモデルには、全セレソンへのホットライン機能がある。
ノブレス携帯を各セレソンに届ける時、頭部もしくは脳（詳細は不明）にあらかじめ仕掛けを施していたことが、亜東から明かされる。播磨脳科学研究所の洗脳プログラムをダウンロードし、その独特な電子音を聴くことにより記憶を消すことができる。消去する記憶の範囲は指定できるらしく、後から記憶が蘇るケースもあった。
ノブレス携帯のモデルは、実際にNECがオートバイのライダー向けとしてデザインした携帯電話がベースとなっている。ただし、こちらはコンセプトモデルであり販売されてはいない。NECは劇中に出てくる他の携帯電話（N906i等）のデザイン配給もしている。
ノブレス・オブリージュ（フランス語: noblesse oblige、「高貴な者が有する義務」の意）
ジュイスがセレソンへかける言葉であり、ノブレス携帯本体にある刻印。劇中では「持てる者の義務」と説明されている。
ATOグループ（あとうグループ）
太平洋戦争後、運輸業からスタートし、戦後日本最大の企業連合にまで成長を遂げた。国家権力と密接な関係にあり、タクシー運輸業、自動車産業、航空事業、金融事業、電気など、その事業内容は多岐にわたる。亜東才蔵が会長兼相談役。企業カラーは青色。
ATO商会
ATOグループ傘下の日本を代表する大手総合商社。物部はATO商会の執行役員も兼務している。
ATO重工業
ATOグループ傘下の日本を代表する大手重工メーカー。物部は財務省を退職したあと、ATO重工業に入社し、航空事業本部主任として自衛隊へのトマホーク導入や、ミサイル迎撃態勢強化などを手掛けた。
ATO自動車
ATOグループ傘下の日本を代表する大手自動車メーカー。「必要なモノを、必要な時に必要なだけ生産する」というジャスト・イン・タイムでのムダのない生産体制や、量産ハイブリッド自動車「ATOウラヌス」を誇るが、半世紀かけて築いた自動車販売システムに乗っかっているだけの自動車産業に失望したNo.7篁カオルによって、納車されたATOウラヌス7台の制御プログラムに欠陥を仕込まれて企業恐喝をされる。
ATO播磨脳科学研究所
ATO財団所有の研究施設であり、ATO商会の執行役員である物部が責任者を務めている。所在地は播磨学園都市。物部によると、亜東は死ぬまでの数年間をほとんどここで過ごしていたということになっていた。制御室にジュイスが設置されていたが、No.12の申請でどこかに移動させられた。
相慈院大学（あいじいんだいがく）
《東のエデン》のメンバーが通う私立の中堅大学。学生運動全盛期には、相慈院大学の反社会的非合法左翼セクト「東方革命学生連盟（東革連）」が学生数の多さを武器にした人海戦術で大学の地下に成田闘争に備えたトンネルを採掘していた。
相慈院大学のモデルは、早稲田大学。東方革命学生連盟（東革連）のモデルは、日本革命的共産主義者同盟革命的マルクス主義派（革マル派）。
《東のエデン》
本編中では複数の意味を持つ。略称《エデン》。
- 平澤や咲たちが大学1年生の時に創立したサークル。最初は小さなリサイクルコミュニティだったが、独自の携帯サイトを立ち上げ運営するようになる。起業を目指していたが、後述の事件が原因で活動は下火となり解散寸前となっていた。滝沢が資金提供を申し出たことがきっかけとなり、後に起業する。
- サークルで運営している携帯サイトの名称[注 40]。

みっちょんが開発した画期的な「画像検索エンジン」を導入している。それは、携帯カメラやPCで取り込んだ画像を、QRコードを更に発展させた画像処理プログラムで読み取り、ネット上のアーカイブ画像から関連・一致する画像を探し当て、場所や人物や物体の名前を瞬時に検索できるもの。
画像に書き込みを貼り付ける「レイヤー」と呼ばれる機能も実装しており、更に携帯カメラを向けるだけで、その被写体への書き込みが画像に重なって表示される。
相慈院大学の学生や職員のほとんどが、エデンのデータベースに画像が登録されている。恋人探しのツールとしても利用された。しかし誹謗中傷や個人情報の暴露などに悪用され、女子学生一人が退学に追い込まれる事件を引き起こすこととなる。
いずれは、板津が開発した「世間コンピューター」と連動して、対象物の未来を予測することも視野に入っていた。
世間コンピューター（せけんコンピューター）
板津が作り上げたシミュレーションシステム。世の中に存在する全ての事象を数値化し、演算、未来予想する。対象の情報を入力すると瞬時に答えを弾き出す。状況や行動などにより結果が変化する。
AirShip
板津が作ったIP電話（インターネット電話）アプリ。通話料がかからず、動画配信も可能で、電子マネー機能も搭載する。滝沢は、板津のハッキングプログラムでニート達の携帯電話にこのアプリを強制ダウンロードさせ、《東のエデン》サイトに繋いで一斉直電した。劇場版でも、ジュイスがこれを利用して、滝沢のノブレス携帯から日本中の携帯電話に直電し、更には1円ずつ電子マネーを振り込んだ。また、《東のエデン》メンバーの携帯電話が公安に盗聴された際にも、このアプリを使うことで、盗聴されることなく連絡を取り合うことができた。
AiR KING
「撃墜王」を意味する、滝沢に付けられた称号。滝沢は自らミサイル犯を名乗ったが、二万人のニート達のアイデアを元にミサイルを撃ち落したヒーローでもある。いつの間にか滝沢は、" AiR KING " の俗称と共に、若者達にとって革命のシンボルとされていた。
辻は " AiR KING® " を勝手に商標登録し、滝沢を模したグッズ等で利益を得る。
AKX20000（エーケーエックスにまん）
2Gこと辻が、ドバイから帰国した二万人ニートをプロデュースして芸能界デビューさせた際のグループ名。「加害者 AiR KING (AK) ×（バーサス）被害者 20000」という意味が込められている。「被害者最強！」と歌う彼らのCDは、連日のミサイル事件報道と相まってヒットしたが、全裸になる以外に芸を持たない彼らはすぐに飽きられて人気は長続きしなかった。彼らは寝る暇もない程にテレビ番組に引っ張りだこだったが、プロデューサーである2Gから給料は一切支払われていなかった。
彼らの多くは、豊洲のショッピングモールに腰を据え、共同生活を送っている。フリマやコミケ、飲食店、電気店など独自の経済圏を構築し、ニートの楽園を築く。
山月パン（さんげつパン）
咲の実家が営むパン屋。事故で両親が亡くなってからは、咲の面倒をみるために姉夫婦がパン屋を継いだ。
ジョニー
英語で男性器を表す俗称。滝沢は第1話で咲に自身の男性器を「ジョニー」と称し、黒羽は誘拐・監禁した男の「いたいけなジョニー」を特製シガーカッターで切り落とし殺していた。この他にも、豊洲に大挙して戻ってきたニート達のほとんどが全裸であったため「ジョニー達」と呼んでいる。
ゴールデンリング
1940-50年代のアメリカのメリーゴーランドに付いていたもので、メリーゴーランドで回っている最中に取ると、また乗ることができると言われているリング。日本のメリーゴーランドには付いていない。
王子現象
大人たちが勝手に才能がある少年を祭り上げて「王子」にして、過剰に期待を背負わせた後に、大人たちから見て「意外に強度がなかったな」と判断した途端に梯子をはずしにかかって、徹底的に叩きのめすこと。
作中では、辻が滝沢を「王子」（タカ派の総理の息子）に仕立て上げて、滝沢を外国人に暗殺させて「生贄」にすることで、日本を「一億総被害者国家」に変えようとした。
王様
本作の根幹をなすキーワードの一つ。
滝沢は、誰かが王様という役をやってあげないと、日本は立ち行かないと考えており、自分が王様という貧乏くじを引いてあげるから、みんなでもうちょっと頑張ろうと考えている。
物部は、今の時代は第二次世界大戦前のようにカリスマが表れてファシズムに傾倒していくことはありえない。なぜなら、人々が人間を信用していないからだ。だから、何者かによって支配されていることに気付かれないまま、日本は進んでいくべきだと考えている。
『劇場版I』では、過激なファシストであり、相続税100%法案を裏で通して、日本という国の変革を謀る物部と、ニート代表であり、悩みを抱えた新世代の代表である滝沢のどちらがキング・オブ・エデン、この国の王様になるのか、その覇権争いが中心になっている。
鎌倉の老人
「黒幕」「フィクサー」とも称される、日本を陰から動かす真の最大権力者。
物部は、実際には亜東才蔵のような「鎌倉の老人」が日本をずっと動かしてきたと考えており、そういったフィクサーをも含めて、ドラスティックに世代交代させてしまうべきだと考えている。
第10話で、物部が「彼（亜東）が最後まで表舞台に立つことなく、この国を裏から動かしてきたように、君も一緒にこの国を戦後からやり直す計画に参加しないか」と発言したのには、こういった背景がある。
警視庁公安部
物部からの申請で《東のエデン》の内偵を行ったほか、AKX20000を監視していた。このほか、アメリカまで公安部員を出張させて、滝沢の動向や、飯沼とあやの関係について調査を行っていた。
内閣情報調査室
「内調」（ないちょう）とも称される日本の情報機関の一つ。情報収集衛星を管轄している。
情報収集衛星
日本の偵察衛星の名称。黒羽は、物部によるミサイル攻撃のあった地点の映像を、情報収集衛星をハッキングすることで確認した。
YES
豚のマスコットキャラクターが目印の電子マネー。駅の改札や売店などで幅広く利用できる。攻殻機動隊S.A.C.の時代でも利用されている。
STARCHILD COFFEE
大手コーヒーチェーン店。作中では渋谷スクランブル交差点のシーンで確認できる。攻殻機動隊S.A.C.にも新浜市内にある店舗が登場している。
攻撃性を備えた防御システム
ジュイスが、滝沢明が存在した記録を次々に抹消していく中で、板津は書き換わる前のデータを自身のノートパソコンに転送することで対抗したが、ジュイスは板津のハッキングに対して¨まるで攻性の防壁を備えているかのよう¨な攻撃を仕掛けた。
相続税100%法案
正式名称は「相続税法の特例に関する関連法案」。「海外資本から国土を守るため」「貯蓄している熟年層に消費を即すため」という大義名分の下、与党が提出した法案。物部はそれと知られないように権力者から既得権を取り上げて、日本を戦後からやり直そうとした。
内務省
政府にあって内政を専管した中央省庁。内務大臣は内閣総理大臣に次ぐ副首相格の役職であった。警察力を統治し、絶大な権力を持っていたほか、各省庁に対して強い影響力を保持し、国家の中枢部局として戦前まで君臨した。戦後、GHQの指令により、1947年に内務省は廃止されている。自らが表舞台に立ってスケープゴートになることを嫌う物部は、内務省を復活させて国民を政府でコントロールしようと考えていた。
攻殻機動隊S.A.C.では、物部が目指していた内務省の復活が実現しており、内務省・首相直属のテロに対する攻性組織として公安9課が活動している。攻殻機動隊S.A.C.第5話には、内務省の庁舎が登場している。

## 事件
迂闊な月曜日
2010年11月22日（月曜日）に発生した、ミサイル同時多発落下事件の通称。豊洲を含む日本の主要政令都市に計10発のミサイルが着弾した。犠牲者がゼロだったこともあり、本編開始時点では人々の記憶からは早くも薄れつつあった。通称の由来は、江田総理大臣がミサイル着弾の報を聞き「（日本にミサイルが撃ち込まれるなんて考えもしなかったので）迂闊だった」と発言したことから。
着弾地点は穴と呼ばれ立ち入り禁止地域となっている。都心湾岸部ではミサイルにより穴が4つ開いたため、交通網が寸断され海上バスが新たな交通手段として重宝されている。
咲はこの事件について「不謹慎だけど、もっと何かすごいことが起こらないか」という感想を漏らした。後にそれが滝沢を裏切る発言であったことを後悔する。
11発目のミサイル
2011年2月14日、滝沢と咲が帰国した日に、羽田沖で11発目のミサイルが旅客機に直撃。6歳児2名が救出されるも、ミサイル攻撃で初の死者が出る。「迂闊な月曜日」の10発は、記憶を失う前の滝沢の介入により1人の犠牲者も出さなかったが、今回は滝沢が渡米して記憶を消したことにより、未然に阻止できなかった。
これら一連の事件に使用されたミサイルは海上自衛隊の巡航ミサイルであり、結城の申請に基づき、ジュイスが海自のシステムをハッキングして誤射させたものであった。費用はそれぞれ9億9000万円と8700万円。
二万人ニート失踪事件
物語の始まる少し前、日本国内でニート約二万人が消息不明となった事件。滝沢は、記憶を失う前にこの事件に絡んでいたと目されており、その証拠と思しき写真もワシントンD.C.のアジトで見つかっている。
事件の真相は「迂闊な月曜日」に関係するものだった。結城によるミサイル攻撃計画を知った滝沢は、ネットでニート達を集めた。不発弾の発見などを理由に警察官や自衛官の扮装をしたニート達の誘導で、攻撃地点の住民を避難させた。だが事件後、避難した爆心地の住民達が「なぜミサイル攻撃が来ることを知っているのか」と彼らに疑いの目を向けるようになり、また一部のニートが火事場泥棒をしているのを住民が目撃したことにより、住民避難に協力したニート達の立場が危うくなった。そうすると、避難誘導には手を貸さず傍観していただけのニート達までもが加わって、住民達を「恩知らず」とネットで罵るようになり、事態は複雑化する。そうした非難の目からニート達を遠ざけるため、滝沢が購入した豊洲のショッピングモールに二万人のニート達を集め、彼らを騙す形でまとめてドバイへ逃がしたというもの。滝沢は一人で罪を被ったのだが、その真意を知らないニート達は滝沢を恨んだ。シネコンには大量の携帯電話や空の弁当箱、仮設トイレが放置され、さながら難民収容所の様相を呈している。
60発のミサイル攻撃当日の未明、ニート達は豊洲に帰還を果たす。帰国方法は出国時と同様に大型コンテナ船による輸送。ほとんどの者が全裸で日焼けしている。滝沢への怒りを露わにしながらショッピングモールに押し掛け、そこを占拠する。
ジョニー狩り連続殺人事件
黒羽が行っている殺人事件の通称。綺麗なお姉さんが、いたいけな童貞を狙って生産行為に加担していないジョニーを切断し死に至らしめ、被害者は二万人に及ぶという都市伝説（二万人という数は「ニート失踪事件」と混同している）。実際は女性の敵である性犯罪者のジョニーを切断し、ジュイスへの依頼で遺体を処理していた。黒羽が滝沢と出会ってから以降は一度も行なわれていない。
首都高タンクローリー横転事故
首都高を走行中のタンクローリーのタイヤが突如外れた後、側壁に激突し横転。積み荷のガソリンに引火して火災を引き起こした大事故。事故の影響で首都高および周辺道路は大渋滞となる。事故後即座にネット上にニュース配信された。
滝沢への妨害を狙った黒羽が、ジュイスに依頼して引き起こした。費用は40万円。バイクで事故車の後方を走っていた滝沢は転倒して負傷したが命に別状は無かった。運転手も火災発生前に滝沢の手で救出されて無事だった。
60発のミサイル
2011年2月19日、結城の申請により実行された日本主要都市 へのミサイル攻撃。攻撃には巡洋艦 搭載の巡航ミサイル『トマホーク』 が使用された。費用は88億8300万円。
日本を戦後からやり直し、既得権益を再分配することを目的として、既得権にしがみつく老害とニートの双方をまとめて排除しようとする計画であったが、実際は物部が「自らがミサイル事件を収拾した」という実績を作って、既得権益を抱える老人たちからの信頼を勝ち取り、結城と滝沢にミサイルの発射と迎撃を行わせて彼らの残高を大幅に減らして、自らがゲームを優位に進めるためのものであった。
過去を知った滝沢は、戻ってきた二万人のニート達に、ミサイル迎撃に有効なアイデアを《東のエデン》サイトに書き込むよう命令し、ニート達によってエデンサイトへ送信されたメールを、ジュイスが解析して最適な方法を選択、抽出し、更に滝沢がミサイル迎撃を依頼したことで、航空自衛隊によるあらゆる手段での迎撃がなされ、ミサイルは全て撃墜されたが、破片の飛散による被害は少なからず生じた。滝沢と咲も破片の着弾に巻き込まれて負傷している。
事件の2日前に『パトリオット』 の戦略配備プログラムが書き換えられており、滝沢の迎撃依頼以前に端から日本にミサイルを落とすつもりがなく、「自国のミサイルが発射された」という状況を作り出すことだけを目的としていた物部によって海上自衛隊へのトマホークの配備と同時に、盤石なミサイル迎撃態勢が整備されていた。

## ロケーション
アーバンドック ららぽーと豊洲
本作の舞台のモデルとなったショッピングセンター。劇中の映画館も同所に入居しているユナイテッドシネマ豊洲がモデルとなっており（劇場版では協力としてクレジットされている）、バーカウンターも劇場併設のカフェバーが元となっている。

## スタッフ
- 原作・シリーズ構成・監督 - 神山健治[7]
- キャラクター原案 - 羽海野チカ[7]
- キャラクターデザイン - 森川聡子[7]
- 副監督 - 吉原正行[7]
- 総作画監督 - 中村悟[7]
- 美術監督 - 竹田悠介[7]
- 色彩設計 - 片山由美子[7]
- CGI監督 - 遠藤誠[7]
- 撮影監督 - 田中宏侍[7]
- 音楽 - 川井憲次[7]
- 音響監督 - 若林和弘[7]
- プロデューサー - 山本幸治、石井朋彦
- アニメーション制作 - Production I.G[7]
- 資料協力 - NEC、サントリー
- 製作 - 山田弘子、寺嶋博礼、伊藤泰造、高田佳夫、石川光久
- 制作 - 東のエデン製作委員会（フジテレビジョン、アスミック・エース エンタテインメント、ソニー・ミュージックエンタテインメント、電通、Production I.G）

## 主題歌
オープニングテーマ
『FALLING DOWN』
作詞・作曲 - Noel Gallagher / アーティスト - OASIS
『ミカエルかベリアル』
作詞 - 円谷一美 / 作曲 - 川井憲次 / アーティスト - 早見沙織
エンディングテーマ 『futuristic imagination』
作詞 - 内村友美 / 作曲 - school food punishment / 編曲 - school food punishment・江口亮 / 弦編曲 - 江口亮・村山達哉 / アーティスト - school food punishment
挿入歌 『Reveal the World』
作詞 - 円谷一美 / 作曲 - 川井憲次 / 歌 - Brenda Vaughn

## 各話リスト
| 話数   | サブタイトル                         | 脚本                  | 絵コンテ                                       | 演出              | 作画監督                              | DVD&Blu-ray |
| ------ | ------------------------------------ | --------------------- | ---------------------------------------------- | ----------------- | ------------------------------------- | ----------- |
| 第1話  | 王子様を拾ったよ                     | 伊藤ちひろ 神山健治   | 神山健治 吉原正行                              | 山崎浩司          | 近藤圭一                              | VOL.1       |
| 第2話  | 憂鬱な月曜日                         | 神山健治 福島直浩     | 河野利幸                                       | 河野利幸          | 永島明子                              | VOL.1       |
| 第3話  | レイトショーの夜に                   | 神山健治 佐藤大       | 吉原正行                                       | 柿本広大          | 豆塚隆 伊藤秀樹                       | VOL.2       |
| 第4話  | リアルな現実 虚構の現実              | 神山健治 岡田俊平     | 柿本広大                                       | 前島健一          | 山本径子                              | VOL.2       |
| 第5話  | 今そんなこと考えてる場合じゃないのに | 神山健治 菅正太郎     | 神山健治、吉原正行 河野利幸、柿本広大          | 岩崎太郎          | 佐々木敦子、吉田隆彦 上石恵美         | VOL.3       |
| 第6話  | 東のエデン                           | 神山健治 カルロス春日 | 吉原正行、河野利幸 柿本広大                    | 石井久志          | 佐野恵一 西村郁                       | VOL.3       |
| 第7話  | ブラックスワン舞う                   | 神山健治 福島直浩     | 吉原正行、河野利幸 柿本広大                    | 河野利幸          | 近藤源一郎                            | VOL.4       |
| 第8話  | あらかじめ失われた道程をさがして     | 神山健治 佐藤大       | 笹木信作                                       | 熨斗谷充孝        | 山本径子                              | VOL.4       |
| 第9話  | ハカナ過ギタ男                       | 神山健治 岡田俊平     | 吉原正行、河野利幸 柿本広大                    | 柿本広大          | 伊藤秀樹                              | VOL.5       |
| 第10話 | 誰が滝沢朗を殺したか                 | 神山健治 菅正太郎     | 神山健治、吉原正行 河野利幸、柿本広大 京極義昭 | 岩崎太郎          | 佐々木敦子 上石恵美                   | VOL.5       |
| 第11話 | さらにつづく東                       | 神山健治 カルロス春日 | 神山健治、吉原正行 河野利幸、柿本広大 京極義昭 | 河野利幸 吉原正行 | 近藤圭一、近藤源一郎 永島明子、西村郁 | VOL.5       |

## 放送局
| 放送地域   | 放送局             | 放送期間                | 放送日時                  | 放送系列       | 備考                          |
| ---------- | ------------------ | ----------------------- | ------------------------- | -------------- | ----------------------------- |
| 関東広域圏 | フジテレビ         | 2009年4月9日 – 6月18日  | 木曜 24:45 – 25:15        | フジテレビ系列 | 製作局                        |
| 近畿広域圏 | 関西テレビ         | 2009年4月14日 – 6月23日 | 火曜 25:35 – 26:05        | フジテレビ系列 |                               |
| 中京広域圏 | 東海テレビ         | 2009年4月16日 – 7月2日  | 木曜 26:05 – 26:35        | フジテレビ系列 |                               |
| 高知県     | 高知さんさんテレビ | 2009年4月22日 – 7月1日  | 水曜 15:30 – 16:00        | フジテレビ系列 | 唯一全日帯での放送            |
| 福岡県     | テレビ西日本       | 2009年4月22日 – 7月1日  | 水曜 26:15 - 26:45        | フジテレビ系列 |                               |
| 新潟県     | 新潟総合テレビ     | 2009年4月23日 – 7月2日  | 木曜 25:55 – 26:25        | フジテレビ系列 |                               |
| 佐賀県     | サガテレビ         | 2009年4月29日 – 7月8日  | 水曜 24:35 – 25:05        | フジテレビ系列 |                               |
| 熊本県     | テレビ熊本         | 2009年5月5日 – 7月14日  | 火曜 26:05 – 26:35        | フジテレビ系列 |                               |
| 山形県     | さくらんぼテレビ   | 2009年5月9日 – 7月18日  | 土曜 25:05 – 25:35        | フジテレビ系列 |                               |
| 長崎県     | テレビ長崎         | 2009年5月22日 – 7月30日 | 金曜 26:10 – 26:40        | フジテレビ系列 |                               |
| 北海道     | 北海道文化放送     | 2009年7月5日 – 9月28日  | 日曜 25:40 – 26:10        | フジテレビ系列 |                               |
| 広島県     | テレビ新広島       | 2009年7月22日 – 9月30日 | 水曜 25:00 – 25:30        | フジテレビ系列 |                               |
| 日本全域   | フジテレビTWO      | 2010年3月20日 – 4月10日 | 土曜 24:00 – 25:15        | CS放送         | 3話連続放送、リピート放送あり |
| 日本全域   | WOWOW              | 2011年4月28日           | 木曜 24:00 – 29:30        | BSデジタル放送 | テレビシリーズ11話一挙放送    |
| 日本全域   | ニコニコ生放送     | 2012年1月6日            | 金曜 21:00 – 26:41        | ネット配信     | テレビシリーズ11話一挙放送    |
| 日本全域   | アニマックス       | 2012年2月3日 – 2月17日  | 月曜 – 金曜 23:30 – 24:00 | CS放送         | リピート放送あり              |
| 日本全域   | BS12               | 2021年4月6日 –          | 火曜 26:30 – 27:00        | BSデジタル放送 | BS無料全国放送初              |

WOWOWとニコニコ生放送、アニマックスではテレビシリーズ放送に合わせ、劇場版2作品も放送
- wowow：2011年4月30日、18時00分–
- ニコニコ生放送：2012年1月7日、21時00分–
- アニマックス：2012年2月19日・2月26日、各21時00分–

アニマックスでは、おまかせ!アニマックスNAVI 2012年2月号内で第1話の無料放送も実施

## 劇場版

### 沿革
- 2008年秋頃、テレビシリーズ放送開始前の事前情報として、テレビシリーズ放送後の2009年冬に「その後のストーリー」を描く形で公開すると発表。
- 2009年6月、テレビシリーズ最終話（第11話）のエンディングにて、劇場版の正式タイトルを公表。同時に劇場版は2部作として制作・公開する事も明かされた。
- 2009年8月にはテレビシリーズの総集編制作・劇場公開が発表された。
- 『劇場版II』は、当初2010年1月9日公開予定だったが、3月13日に延期。物語の構想が広がり、予定していた上映時間の大幅な拡大により、制作スケジュールに遅延が生じたためであった。I、IIを合計120分（各60分）と予定していたが、合計172分（Iは82分、IIは90分）に増大すると発表された[49]。

### 劇場版スタッフ
- 原作・脚本・監督 - 神山健治
- キャラクター原案 - 羽海野チカ
- キャラクターデザイン - 森川聡子
- 副監督 - 吉原正行
- 共同脚本
  - I - 福島直浩、岡田俊平、カルロス春日
  - II - 菅正太郎、福島直浩、岡田俊平
- 絵コンテ
  - I - 吉原正行、河野利幸、柿本広大、京極義昭、神山健治
  - II - 吉原正行、京極義昭、柿本広大、神山健治
- 演出
  - I - 河野利幸、岩崎太郎、新留俊哉、柿本広大
  - II - 吉原正行、河野利幸、柿本広大、新留俊哉
- デザインワークス - 常木志伸、幸田直子
- 総作画監督 - 中村悟
- 作画監督
  - I - 西村郁、永島明子、佐々木敦子、上石恵美、黄瀬和哉、近藤源一郎、近藤圭一、柳野龍男、中原久文、天崎まなむ、後藤隆幸
  - II - 西村郁、永島明子、後藤隆幸、近藤圭一、近藤源一郎、黄瀬和哉、小村方宏治、佐々木敦子、石田可奈、渡辺純子、森川聡子
- 美術設定 - 増山修、荒川直樹
- 音楽 - 川井憲次
- プロデューサー - 石井朋彦、瀬田裕幸、山本幸治
- アニメーション制作 - Production I.G

他メインスタッフはテレビシリーズから引き続き担当。

### 劇場各作データ

#### 東のエデン 総集編 Air Communication
テレビシリーズの総集編。上映時間 125分。
2009年9月26日より、テアトル新宿、テアトルダイヤ、テアトル梅田にてモーニング＆レイトショー公開。
2009年11月26日のミッドナイトアートシアター（26時05分 – 28時05分）で放送された。

#### 東のエデン 劇場版I The King of Eden
劇場版の前編。上映時間 82分。
2009年11月28日より全国順次ロードショー。
オープニングテーマ 『Invisible』
作詞 - 円谷一美/ 作曲・編曲 - 川井憲次 / 歌 - LEAH
エンディングテーマ 『light prayer』
作詞 - 内村友美 / 作曲 - school food punishment・江口亮 / 編曲 - 江口亮 / アーティスト - school food punishment

#### 東のエデン 劇場版II Paradise Lost
劇場版の後編。上映時間 92分。興行収入は1.2億円。
2010年3月13日より全国順次ロードショー。
オープニングテーマ 『future nova』
エンディングテーマ 『after laughter』
アーティスト - school food punishment

## インターネットラジオ
2009年4月から10月まで、アニメイトTVでラジオ『東のエデン 放送部』として配信された。また、2009年5月から10月まで、携帯版ラジオ『東のエデン 放送部 楽園こぼれ話』も配信された。

## DVD & Blu-ray
テレビシリーズ全5巻と劇場版全2巻が、いずれもDVDとBlu-rayでリリースされた。初回限定生産版には、アニメ本編で語り切れなかったエピソードが収められた書き下ろし短編小説やドラマCDなどの特典が封入・同梱されており、その主なものも下記に挙げる。なお、2012年に発売されたBlu-ray BOXには、これらの短編小説やドラマCDは付属していない。
発売：アスミック / フジテレビ 販売：角川エンタテインメント
東のエデン VOL.1
2009年7月29日発売
ドラマCD 第0話 『創園篇』 リサイクルコミュニティ《東のエデン》の設立と崩壊、そしてアメリカへ…
短編小説 『黒鉄成一記念 相慈院ジャーナリズム大賞 最優秀賞 迂闊な月曜日事件 -- ミサイル難民の生活 -- 土橋 文也 』 相慈院大学政治学コース在籍、土橋文也 によるレポート。
東のエデン VOL.2
2009年8月26日発売
短編小説 『THE COLD BLUE』 山月パンを中心に描かれる、咲の優しくてほろ苦いお話。
東のエデン VOL.3
2009年9月30日発売
短編小説 『落日』 画期的な携帯サイトを発明しながら起業を断念した《東のエデン》。一体どうして、起業を断念したのか？
東のエデン VOL.4
2009年10月28日発売
短編小説 『空気の中のゴースト』 "二万人ニート失踪事件"、"セレソン"、"ジョニー狩り"。ネット上ではどのような議論が繰り広げられていたのか。ある男の手記からその一端を垣間見る。
東のエデン VOL.5
2009年11月25日発売
短編小説 『楽園からの脱出 EDEN OF THE "MIDDLE" EAST』 "迂闊な月曜日"、"二万人ニート失踪事件"の裏側が、あるニートの視点から語られる。
東のエデン 劇場版I The King of Eden
2010年3月24日発売
BD 『東のエデン 総集編 Air Communication 』
ドラマCD 『＜4セレソン＞ JUIZ との日々』 4人のセレソン＜辻、黒羽、直元、結城＞とジュイスの物語。
（これらの特典はBDプレミアム・エディションにのみ同梱）
東のエデン 劇場版II Paradise Lost
2010年8月4日発売
ドラマCD & 小説 『No.7 』 本編に最後まで登場しなかった7番目のセレソン。彼はこの国を救うために100億円で何をしようとしていたのか… （これらの特典はBDプレミアム・エディションにのみ同梱）
東のエデン Blu-ray "Noblesse Oblige" BOX
2012年3月21日発売
TV版全11話と劇場版2作のほか、総集編「Air Communication」を収録した6枚組みのBlu-ray BOX。

## 小説
神山健治による小説。メディアファクトリーより発売された。

### 単行本
- 『小説 東のエデン』(ダ・ヴィンチブックス) 　2009年9月18日発売、ISBN 978-4-8401-3041-7
  - 「ダ・ヴィンチ」2009年5-10月号でテレビ版第9話までの内容が連載された。単行本ではそれを改稿したものに第11話までの書き下ろしも加えて収録されている。
- 『小説 東のエデン 劇場版　The King of Eden Paradise Lost 』(ダ・ヴィンチブックス) 　2010年4月23日発売、ISBN 978-4-8401-3292-3
  - 単行本書き下ろし。劇場版I、劇場版IIの内容が収録されている。

### 文庫本
- 『小説 東のエデン』(文庫ダ・ヴィンチ)　2012年9月22日発売　ISBN 978-4-8401-4831-3
  - DVD・ブルーレイ特典の短編小説『迂闊な月曜日事件』『THE COLD BLUE』『落日』『空気の中のゴースト』『楽園からの脱出』、神山健治と羽海野チカ対談（前編）収録。
- 『小説 東のエデン 劇場版　The King of Eden Paradise Lost 』(文庫ダ・ヴィンチ) 　2012年9月22日発売、ISBN 978-4-8401-4832-0
  - 劇場版ブルーレイプレミアムエディション特典の短編小説『No.7』、神山健治と羽海野チカ対談（後編）収録。

## 出版

### 書籍
東のエデン プロファイルブック
主婦と生活社、2009年9月発売
東のエデン オフィシャルナビゲートBOOK
ぴあ、2009年11月20日発売
フィルムコミック 東のエデン
扶桑社、2009年11月28日発売
『東のエデン』アニメシリーズ全話をまとめた完全版フィルムコミック。
東のエデン 神山健治の世界
徳間書店、2010年3月10日発売
東のエデンを読み解く、決定版ガイドブック。
東のエデン 完全設定資料集
エンターブレイン、2010年3月31日発売
テレビアニメで放送された『東のエデン』全話の設定資料集。
フィルムコミック 東のエデン劇場版
扶桑社、2010年4月22日発売
東のエデン プロファイルブック2 THE MOVIE
主婦と生活社、2010年5月発売

### 雑誌記事
- spoon. 特集女子アニメ 8月号（角川グループパブリッシング、2009年6月27日発売）
- ハマルアニメ 「東のエデン」を解く（キネマ旬情社、2009年8月8日発売）
- オトナアニメ Vol.15（洋泉社、2010年1月9日発売）『東のエデン』を製作したProduction I.Gの特集。

## 関連商品
- N-06A - ノブレス携帯のきせかえツールを搭載。
- エアキングレプリカＴシャツ - アパレルブランドMARS SIXTEENが、劇場版作中でAKX20000が着用していた『AiR KING T-shirts』のレプリカモデルを発売。